# マティアス・アベライラス
マティアス・エンリケ・アベライラス（Matías Enrique Abelairas, 1985年2月5日 - ）は、アルゼンチン・ブエノスアイレス州オラバリア出身の元サッカー選手。現役時代のポジションはミッドフィールダー。司令塔や左サイドハーフ、ボランチ、ウイングのポジションもこなす。
イタリアのパスポートを所持している。

## 経歴
2004年6月3日のラシン・クルブ戦でデビューした。2007年に出場したピースカップで清水エスパルスと対戦した経験がある。レディングFC戦では直接FKを決めた。2008年夏の北京オリンピックのアルゼンチン代表候補だったが、本大会には出場していない。同年からスペインのビジャレアルCFとの共同保有選手であった。各国のクラブを渡り歩いた後、2015年1月5日にCAバンフィエルドに移籍し母国に復帰した。
2016-17シーズンはネア・サラミス・ファマグスタFCでプレー。翌シーズンにはCSインデペンディエンテ・リバダビアへ復帰した。

## タイトル
リーベル・プレート
- プリメーラ・ディビシオン : 2004クラウスーラ, 2008クラウスーラ

ウニオン・エスパニョーラ
- カンペオナート・ナシオナル : 2013
- スーペルコパ・デ・チレ（英語版）: 2013